# Lahnivșciîna, Nedrîhailiv
Lahnivșciîna (în ucraineană Лахнівщина) este un sat în comuna Sakunîha din raionul Nedrîhailiv, regiunea Sumî, Ucraina.

## Demografie
Componența lingvistică a localității Lahnivșciîna
     Ucraineană (100%)
Conform recensământului din 2001, toată populația localității Lahnivșciîna era vorbitoare de ucraineană (100%).